# Lyonsiella uschakovi
Lyonsiella uschakovi är en musselart som beskrevs av Oleg G. Gorbunov 1946. Lyonsiella uschakovi ingår i släktet Lyonsiella och familjen Verticordiidae. Inga underarter finns listade i Catalogue of Life.